# جميشيات

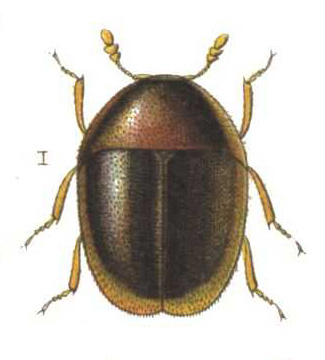

جُمَيْشِيَّات أو فصيلة كوريلوفيدي (الاسم العلمي: Corylophidae)، هي فصيلة حشرات من غمديات الأجنحة ذات القلنسوة. أجناسها وأنواعها المعروفة عديدة منتشرة في جميع مناطق البلاد الحارة والمعتدلة الحرارة. أجسامها شديدة الصغر شبه بيضية الشوزن، تطول من 1 إلى 3 مم. رؤوسها مخروطية الشكل. عيونها بارزة. تآشيرها وفكوكها نطامية. زباناها دبوسية الأطراف أو خيطية طولها ليس بقياسيّ عدد الفصل الذي يراوح من 9 إلى 11. كواسلها نصف دائرية الشكل. أغمادها لاحفة. أرساغها رباعية العقل. أثوابها ملونة وحيدة اللون. تعيش على الفطور والدردي النباتي. أشهر أجناسها الجميشة.